# Странка демократске акције Црне Горе
Странка демократске акције Црне Горе (СДАЦГ) је бивша политичка странка у Црној Гори. Основана је 1990. године, а дјеловала је све до 2002. године. Залагала се за остваривање интереса и заштиту права муслиманског, односно бошњачког народа у Црној Гори. Такође се залагала за регионално повезивање етничких Муслимана, односно Бошњака на ширем простору Санџака. Оснивач и први предсједник странке био је Харун Хаџић (1990-1998), а након њега странку је водио Расим Шахман (1998-2002).

## Дјелатност
На првим вишестраначким изборима у Црној Гори, који су одржани крајем 1990. године, СДАЦГ је наступила у оквиру коалиције мањинских странака која је освојила укупно 30,760 гласова (10.47%), односно 12 посланичких мандата, од чега је СДАЦГ према коалиционм споразуму добила 9 мандата. То је уједно био и најбољи разултат ове странке, који није поновљен на наредним изборима.
Почевши од 1992. године, дјелатност странке се одвијала под сенком рата у сусједној Босни и Херцеговини и нарушених међуетничких односа у региону. Крајем 1993. године, након одржавања Првог бошњачког сабора у Сарајеву, на коме је донета одлука о преименовању југословенских Муслимана у етничке Бошњаке, у редовима СДАЦГ је дошло до различитих погледа на имплементацију те одлуке на просторима Црне Горе. Тим поводом су се појавиле и прве унутрашње подјеле између присталца поменуте одлуке, који су почели да се изјашњавају као етнички Бошњаци, и противника таквог преименовања, који су наставили да се изјашњавају као етнички Муслимани.
У таквим околностима, СДАЦГ је почетком 1994. године запала у дубоку кризу након хапшења већег дијела страначког руководства под оптужбом за антидржавну дјелатност. Крајем иста године, по окончању судског поступка, челници СДАЦГ су осуђени на дугогодишње затворске казне. Након тога, дјелатност СДАЦГ је готово замрла, али сама странка није угашена. Током 1996. године, тадашњи предсједник Црне Горе Момир Булатовић је помиловао дио страначких првака, након чега је дошло до покушаја оживљавања рада СДАЦГ.
У самој странци су недуго потом почеле да се појављују нове унутрашње подјеле, које су довеле до постепене фрагментације муслиманског, односно бошњачког политичког корпуса у Црној Гори. Оснивање других странака у оквиру истог корпуса довело је до организационог нејединства, које се негативно одражавало и на укупне изборне резултате, од општинског преко републичког до савезног нивоа. До кључних подјела је дошло почетком 1998. године, када је унутар СДАЦГ дошло до сукоба између двије струје, од којих је прву предводио предсједник Харун Хаџић, а другу потпрједседник Рифат Весковић. Сукоб је избио поводом питања о облику сарадње са владајућим странкама, а окончао се подјелом странке и одласком оснивачке групе око Харуна Хаџића, након чега је отцијепљено крило формирало нову странку под називом Интернационална демократска унија (ИДУ). За новог предсједника СДАЦГ изабран је Расим Шахман, који се отворено заложио за сарадњу са режимом Мила Ђукановића, а јавну подршку за такво усмјерење је добио и од Алије Изетбеговића. Међутим, на скупштинским изборима у Црној Гори, који су одржани у прољеће 1998. године, СДАЦГ је остварила веома лош резултат, оставши без мандата, чиме је означен почетак нове унутрашње кризе, од које се странка никада није опоравила.
Усљед подјела међу националним странкама, знатан дио муслиманског и бошњачког бирачког тијела се окренуо владајућој Демократској партији социјалиста Црне Горе, на челу са Милом Ђукановићем, који је све отвореније почео да се залаже за државну независност Црне Горе. Промовисање идеје о државној независности представљало је посебан изазов за муслимански и бошњачки корпус у Црној Гори, пошто је таква политика неминовно водила ка државно-политичком одвајању Муслимана и Бошњака у Црној Гори од њихових сународника у суседној Србији. Уочивши опасност од повлачења међудржавне границе посред Санџака, знатан дио руководства СДАЦГ се изјаснио против такве политике, која је водила ка даљој фрагментацији и маргинализацији муслиманског, односно бошњачког корпуса у региону.
Суочено са новим изазовима, руководство СДАЦГ је почетком 2001. године прихватило приједлог о успостављању сарадње са сродним странкама, те је тако дошло до стварања политичког савеза под називом Бошњачко-муслиманска демократска коалиција (БМДК). У састав ове коалиције су поред СДАЦГ, на челу са предсједником Расимом Шахманом, ушле још двије бошњачке странке: Интернационална демократска унија (ИДУ) на челу са Харуном Хаџићем, и Странка националне равноправности (СНР) на челу са Алијом Матовићем. Ово обједињавање бошњачких странака покушала је да осујети група око Рифата Весковића, тадашњег потпредсједника СДАЦГ, који је потом основао сопствену странку под називом Демократска заједница Муслимана-Бошњака у Црној Гори (ДЗМБЦГ). До одвајања је дошло усљед непомирљивих разлика у стратешким опредјељењима: све три странке окупљене у БМДК изјасниле су се против сваког рјешења које би водило подјели Санџака, док је група око Рифата Весковића подржала идеју о независности Црне Горе, определивши се за сарадњу са црногорским режимом који је наставио да подстиче подјеле међу бошњачким политичким првацима. Упркос заједничком наступу на скупштинским изборима који су у Црној Гори одржани у поељеће 2001. године, странке окупљене око Бошњачко-муслиманске демократске коалиције (БМДК) нису успјеле да дођу до посланичких мандата, пошто су освојиле свега 4,046 (1,1%) гласова.
Иако је остала изван парламента, СДАЦГ је од стране црногорског режима доживљавана као странка која би у кључном тренутку могла осујетити режимско присвајање бошњачких гласова. Пошто је и самим својим именом (Странка дмократске акције) асоцирала на јединство са истоименом странком у сусједној Србији, а самим тим и на јединство бошњачког народа у оба дијела Санџака, СДАЦГ је морала бити укоњена са црногорске политичке сцене, барем на посредан начин - путем преименовања. До тога је дошло након новог неуспјеха СДАЦГ на скупштинским изборима који су у Црној Гори одржани у јесен 2002. године. Још прије избора, у странци је превагнула прорежимска група, која је раскинула коалицију са ИДУ, након чега је створена нова "Бошњачка коалиција", састављена од четири бошњачке странке које су подржавале независност Црне Горе. Поменута коалиција је на изборима добила свега 2,173 (0,6%) гласова, након чега је прорежимска група у СДАЦГ донијела одлуку да се странка пререгиструје под именом Бошњачка демократска алтернатива (БДА), чиме је са политичке сцене у Црној Гори, након 12 година борбе, укоњена најстарија бошњачка странка.
Нестанком СДАЦГ, створен је простор за афирмацију прорежимских странака, међу којима је посебно мјесто заузимала управо Бошњачка демократска алтернатива, чији је предсједник Сефер Међедовић током наредних година активно учествовао у кампањи за независност Црне Горе. Почетком 2006. године, у вријеме припрема за одржавање референдума о будућем статусу Црне Горе, владајуће црногорске странке су уложиле знатне напоре у циљу организационог обједињавања свих присталица независности међу Бошњацима у Црној Гори, што је резултирало стварањем јединствене Бошњачке странке, која је јавно позвала црногорске Бошњаке да се на предстојећем референдуму изјасне у прилог државне независности. Насупрот томе, други дио бошњачких политичких првака, који су припадали изворном руководству СДАЦГ, одговорио је стварањем Бошњачког блока, који се изјаснио против државно-политичке подјеле Санџака и даље фрагментације сопственог народа, а иницијативу у прилог очувања бошњачког државно-политичког јединства у оба дијела Санџака подржало је и Бошњачко национално вијеће из Новог Пазара.
Иако је референдум о независности Црне Горе успио управо захваљујући гласовима Бошњака, који су у великој већини подржали независност, убрзо се показало да владајуће странке у Црној Гори немају намјеру да испуне своја обећања према Бошњацима, што је довело до обнављања идеје о поновном оживљавању рада СДАЦГ. Иако се у међувремну показало да су многа упозорења бивших челника СДАЦГ и Бошњачког блока била исправна, до обнове СДАЦГ није дошло, усљед ванредно сложених политичких околности у сјеверним крајевима Црне Горе.